# استفتاء بورتوريكو 2017
أجري في 11 يونيو 2017 استفتاء غير ملزم حول حالة بورتوريكو وعلاقتها بالولايات المتحدة الأمريكية.
أجريت أربعة استفتاءات سابقة حول حالة بورتوريكو لتقرير الحالة السياسية لهذه الجزيرة، آخرها كان عام 2012. تحمل بورتوريكو صفة إقليم غير متحد مع الولايات المتحدة منذ نهاية الحرب الأمريكية الإسبانية في عام 1898، وقد حصل مواطنو بورتوريكو على الجنسية الأمريكية في عام 1917.
وضعت في الاستفتاء ثلاثة اختيارات للتصويت هي: أن تصبح الولاية الأمريكية الحادية والخمسين أو اختيار استقلال/دولة مرتبطة أو بقاء وضع الإقليم على ما هو عليه.
فاز اختيار الولاية بسهولة في الاستفتاء،

## النتائج
النتائج الأولية، بعد فرز جميع الأصوات.
| الاختيار                                                                | الأصوات   | النسبة المئوية |
| ----------------------------------------------------------------------- | --------- | -------------- |
| الولاية                                                                 | 502,801   | 97.18٪         |
| الحالة الحالية                                                          | 6,823     | 1.32٪          |
| ارتباط حر/استقلال                                                       | 7,786     | 1.50٪          |
| الأصوات الصالحة                                                         | 517,410   | 99.81٪         |
| الأصوات غير الصالحة أو الفارغة                                          | 984       | 0.19٪          |
| مجموع الأصوات                                                           | 518,394   | 100٪           |
| الناخبون المسجلون ونسبة الإقبال                                         | 2,260,804 | 22.93٪         |
| المصدر: http://resultados2017.ceepur.org/Noche_del_Evento_78/index.html |           |                |